# Chico Geraldes
Francisco „Chico“ Oliveira Geraldes (* 18. April 1995 in Lissabon) ist ein portugiesischer Fußballspieler. Der offensive Mittelfeldakteur steht beim Johor Darul Ta’zim FC unter Vertrag und ist momentan an Wellington Phoenix verliehen.

## Karriere

### Vereine
Geraldes spielte bis 2014 für die Jugendmannschaften von Sporting Lissabon, wurde jedoch bereits am 8. Mai 2012 erstmals für die zweite Mannschaft in der zweitklassigen Segunda Liga eingesetzt. Ab der Saison 2014/15 gehörte er dem Kader der Reserve fest an und absolvierte in zwei Spielzeiten 63 Ligaspiele. Die Hinrunde der Spielzeit 2016/17 spielte Geraldes leihweise beim Moreirense FC, für den er am 13. August 2016 beim 1:1 gegen den FC Paços de Ferreira in der Primeira Liga debütierte. Mit Moreirense gewann er am 29. Januar 2017 nach einem 1:0-Finalsieg gegen Sporting Braga, bei dem Geraldes über die volle Spielzeit auf dem Platz stand, den portugiesischen Ligapokal. Anschließend kehrte er nach Lissabon zurück und spielte bis Saisonende viermal für Sportings erste Mannschaft in der Primeira Liga. In der Spielzeit 2017/18 wurde Geraldes an den Ligakonkurrenten Rio Ave FC verliehen und kam für diesen in 38 Pflichtspielen zum Einsatz.
Ende Juli 2018 wurde Geraldes bis zum Ende der Saison 2018/19 an den Bundesligisten Eintracht Frankfurt verliehen. Der Leihvertrag wurde jedoch bereits am 23. Dezember 2018 wieder aufgelöst. Ohne einen Pflichtspieleinsatz für die Eintracht kehrte Geraldes im Januar 2019 nach Lissabon zurück. Zur Spielzeit 2019/20 wurde er an AEK Athen verliehen, das Leihgeschäft wurde jedoch Ende Januar 2020 bereits beendet und Geraldes kehrte zu Sporting zurück. 2020 wechselte er zum Rio Ave FC. Nach einer Spielzeit wechselte er zum Ligakonkurrenten GD Estoril Praia.
Dann folgte Mitte 2023 Baniyas SC aus der UAE Pro League, wo er zwölf Ligaspiele bestritt. Am 13. Januar 2024 ging er weiter zum Johor Darul Ta’zim FC in die Malaysia Super League und absolvierte seitdem fünf Ligaspiele. Außerdem gewann er den Malaysia FA Cup, in sechs Pokalpartien erzielte der Mittelfeldspieler dabei vier Treffer. Dann folgte im August eine halbjährige Leihe an den spanischen Zweitligisten CD Eldense und im Februar 2025 wurde er wieder verliehen, dieses Mal an Wellington Phoenix aus Neuseeland.

### Nationalmannschaft
Geraldes spielte insgesamt siebenmal für diverse Jugendnationalmannschaften des portugiesischen Fußballverbandes.

## Erfolge
Moreirense FC
- Portugiesischer Ligapokalsieger: 2017

Johor Darul Ta’zim FC
- Malaysischer Pokalsieger: 2024